# 数学教育協議会
数学教育協議会（すうがくきょういくきょうぎかい、英: The Association of Mathematical Instruction）とは、1951年（昭和26年）4月に発足した、数学教育に関する民間教育研究団体。略称は数教協（AMI）。その目的は当時の生活単元学習の数学教育によって、児童の計算力の低下や論理的思考の意欲低下が生じていることに危機感を覚えた数学者達が、生活単元学習に代わる新しい数学教育を打ち立てることであった。その研究過程で1958年に水道方式と名付けられた計算指導の理論を生み出し、数学教育の現代化を主張して指導要領や教科書を批判しつつ、「たのしい数学」の実践的研究活動を展開した。1950-1960年代の数教協の理論・実践への取り組みは他教科・他団体にも大きな影響を与え、21世紀にも研究対象となっている。

## 沿革

### 生活単元学習への反対運動 1951年-1957年
数学者の遠山啓はある日長女が持ってきた算数のテスト成績がひどく悪いのを知って、授業参観したところ当時行われていた生活単元学習に大きな疑問を抱いた。遠山は東京理科大学の数学教育の研究会に出席するようになり、そこで知り合った黒田孝郎と山崎三郎とともに生活単元学習を打ち倒すための新しい会を作ることにした。遠山らは当時著名だった数学者・小倉金之助の後押しを依頼し、1951年（昭和26年）4月16日に第1回の研究会を行った。研究会の場所には遠山の東京工業大学の研究室と香取良範の成蹊中学、椎名善男校長の道和中学校が使われ、月2回の会合が行われた。
1951年の秋に全国組織にするために要綱の作成に取りかかり、「数学教育協議会設立趣旨（草案）」が作られた。その起草委員は小倉金之助、奥野多見男、香取良範、黒田孝郎、遠山啓、中谷太郎、山崎三郎の7名の数学者や教師たちであった。冒頭には「われわれは、日本の独立を達成し、国民の生活を高め豊かにしていくことを念願するものである」と述べられ、「今日の数学教育は破局に瀕している。児童の計算力は2年低下している」として、「その最大の原因は生活単元学習と呼ばれる学習形態にある」と断じている。当時の日本は敗戦後のアメリカ占領下にあり、アメリカによって導入された生活単元学習を批判することは「占領政策批判」と取られる恐れがあったので、文章には苦心したという。
数教協の名がはじめて月刊雑誌に載ったのは『教育』1952年（昭和27年）5月号の数学教育座談会の記事だった。この座談会で国立教育研究所の久保俊一によって、疑う余地のない算数の学力低下が明らかにされ、数教協の主張が裏付けられた。当初の会員は十数名で、徹底的に内部討論が行われたという。生活単元学習に正面切って反対したため激しい批判にさらされた。1952年（昭和27年）8月に機関誌『研究と実践』がガリ版刷り14ページで発行された。この機関誌は1956年1月の129号まで発行された。1953年に第1回の全国大会が法政大学で行われて、要綱草案が可決されて研究会としての形が整った。
1955年（昭和30年）2月から新しい機関誌『数学教室』が発行され、批判から実践へと研究が変化していった。『数学教室』は2023年現在も発行が続いている（節「機関紙」も参照）。

### 数学教育の近代化運動と脱退騒動 1957年-1962年
1957年（昭和32年）の第5回大会では「数学教育の近代化」が議論され、小学校での「比例」、中学校での「論証」、高校での「微積分」が論点となった。小学校の比例では「量の指導体系」が作られ、中学校では図形教育の体系作りが行われた。高校の微積分では関数概念が検討された。生活単元学習の衰退と共に、研究会の主体は学者グループから現場の教師に移っていった。
会の設立趣旨にある「現場の教育活動に基礎をおく研究と実践を通じて、正しい数学教育の建設に努力する」という体制が実現した。若い教師が積極的に参加するようになり、全国的なサークル活動が盛んになり、地方ブロックの大会も行われるようになった。また1958年（昭和33年）には小学校の計算入門のための計算体系の理論「水道方式」が提唱され、文部省とそれを支持する学者と激しく対立するようになった（「水道方式」も参照）。
1958年（昭和33年）の第6回大会以後「量こそが数学の出発点である」として明治以来戦前までの国定教科書の「数え主義」を否定した。その量の概念からタイルを使う位取りのシステムと、筆算による計算システムの理論である水道方式が生まれた。1959年（昭和34年）には、戦前の国定教科書の「暗記主義」を主導してきた人々との対立が激しくなり、協議会の外では元国定教科書編集者の塩野直道と遠山啓が激しい論争を繰り広げた。1962年（昭和37年）に遠山啓と対立していた副委員長の横地清をはじめとする29名が声明を出して数教協を脱退し、数学教育実践研究会（数実研）を作った。

### 新しい指標の設定と楽しい数学 1963年-1970年代
脱退事件によって数教協内部の対立は取り除かれ、また、会の設立目的だった「生活単元学習の排除」が実現したので、新しい「数学教育協議会指標」が作られた。「指標」は1963年（昭和38年）の第11回大会で提案され、1965年（昭和40年）の第13回大会で最終決定された。第一項には「憲法と教育基本法を貫く平和と民主主義の教育を実現することをめざす」とうたわれ、運動形態として第四項に「強い団結力を持つ有機的な集団でなければならない」ことや「会員の創意を尊重する自由討議の雰囲気」と「自由討議の上で決定された方針はあくまで守っていくこと」を会員に求めている。
発足時に10名ほどだった参加者は、1964年（昭和39年）の第10回大会では700人近い人数となった。その後は研究の重点は教育内容から授業の方法へと移動していった。その中で「タイル」「水槽」「ブラックボックス」「空き箱」などの教具が生み出された。1972年（昭和47年）8月の大会で遠山は「楽しい学校を作ろう」というタイトルで講演。これが数教協が「楽しい授業」を実践していく契機になったといわれる。
翌年の大会でも「数学の楽しさとは」というタイトルで講演が行われ、1977年（昭和52年）には仮説実験授業の提唱者板倉聖宣らによる「楽しい授業」というパネル講演も行われた。一方で、問題解決型要素を持たせた実践も、数教協において1970年代以降に実施されている。

### 実践研究の充実と国際化 1980年代以降
数学教育国際会議（ICME）に対して数教協は、1984年（昭和59年）8月にオーストラリアで開催されたICME-5の参加ツアーを、1988年（昭和63年）7月にはハンガリーで開催されたICME-6の参加ツアーを、1992年8月にはカナダで開催されたICME-7の参加ツアーを、1996年（平成8年）7月にはスペイン開催のICME-8参加ツアーを実施していた。2000年（平成12年）にICME-9が日本で開催された際には、数教協も協賛団体として貢献した。
ICME-8では数教協から約20名程の参加があったが、ICME-10以降は開催時期が7月の授業期間中になったこともあり、2004年（平成16年）開催のICME-10への数教協会員の参加者は、5名に落ち込んでしまう。しかし2012年（平成24年）に韓国で開催されたICME-12には10名の数教協会員が参加し、野町直史は体験型の「数学カーニバル」という企画で授業立体パズルを出展し、黒田俊郎が「塩が教える幾何学」の模擬授業を実施した。
一方で1993年（平成5年）には、数教協創立40周年記念として日本評論社から『算数・数学なぜなぜ事典』が刊行され、翌年には『算数・数学 なっとく事典』も刊行された。これらは韓国語版も出版されている。2002年（平成14年）にも創立50周年として、『家庭の算数・数学百科』を同社から刊行した。同年、北海道地区数学教育協議会と算数プリント編集委員会の共著で、『算数たのしい学習プリント3年 ― 21世紀版』が共同文化社から刊行されており、本書では「物とその重さの学習」の一部を小学校3年次で学習可能との研究結果が記されている。
2009年（平成21年）には宮城教育大学の本田伊克が、数教協の1950-1960年代に展開した理論や実践をバジル・バーンステインの学校知識論で分析した博士論文を一橋大学に提出している。2012年（平成24年）には『算数・数学つまずき事典』が創立60周年記念として刊行された。同書には小学校の各学年の算数で生徒がつまずく事項、および中学・高校のそれぞれの数学でつまずく事項が抽出されている。

## 主な研究業績

### 量の体系
それまでの数学教育理念は、理論＝形式主義と感覚＝経験主義の間で揺れ動いていた。生活単元学習は経験主義の最も全面に出た授業形態だったが、数教教は1958年（昭和33年）の第6回大会で、遠山が初めて「量の体系」を基礎にして「経験世界から量の法則性を顕在化させる」ことを通して「形式主義」と「経験主義」の矛盾を乗り越えて数学を教えることを提唱した。

### タイル

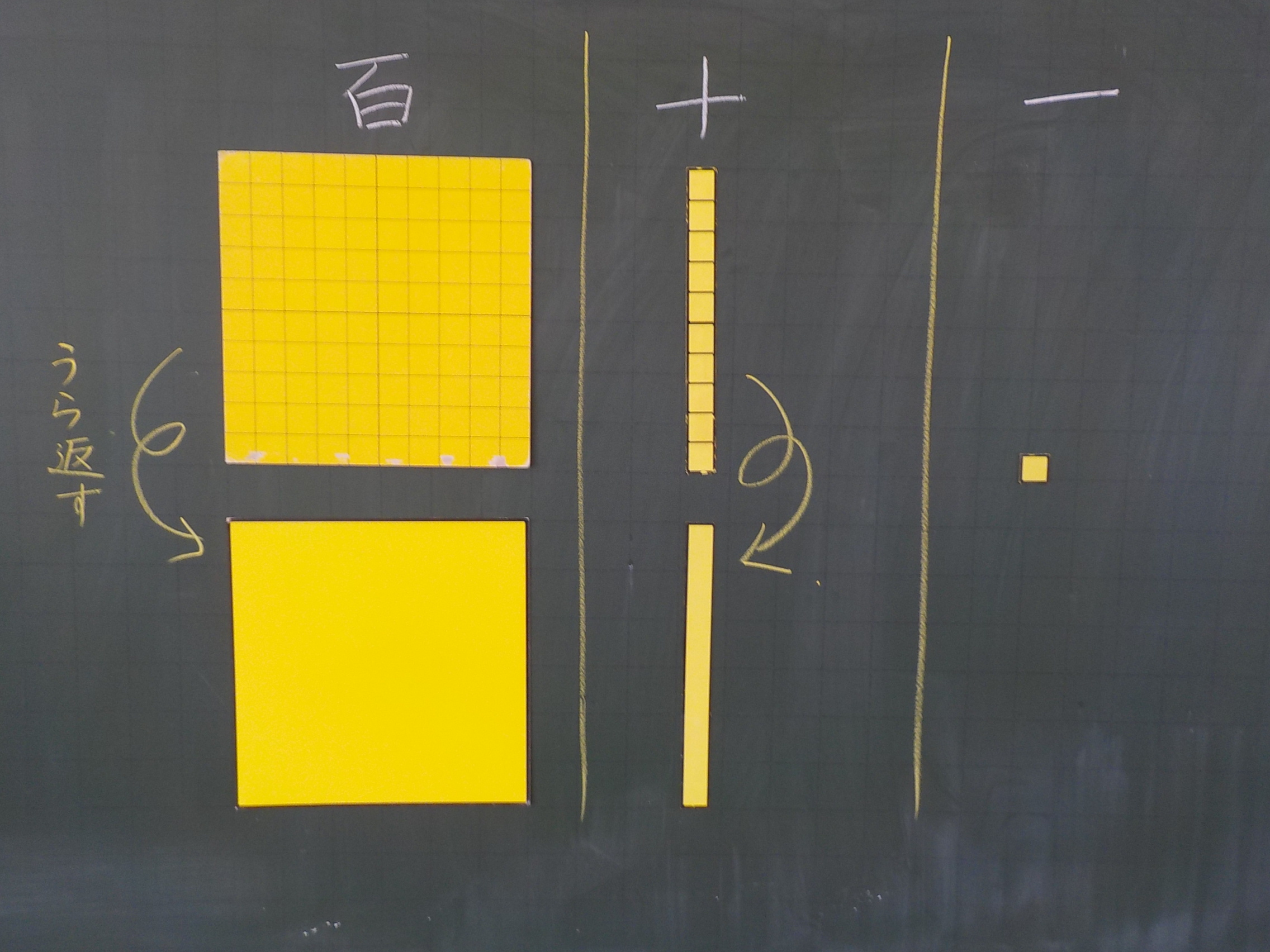
黒板に貼れるようマグネットシートで出来ている教師用タイル

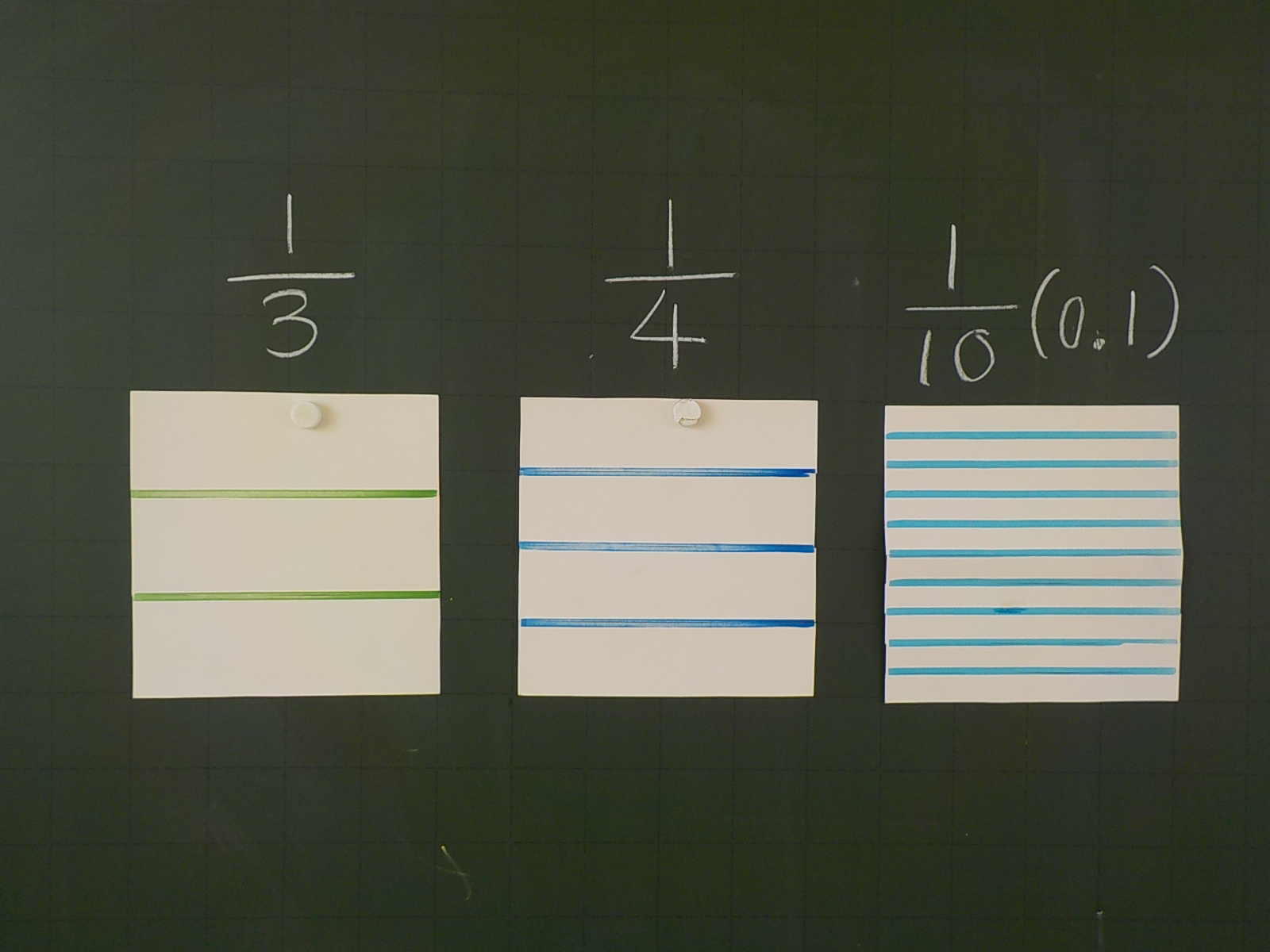
小数と分数のタイル

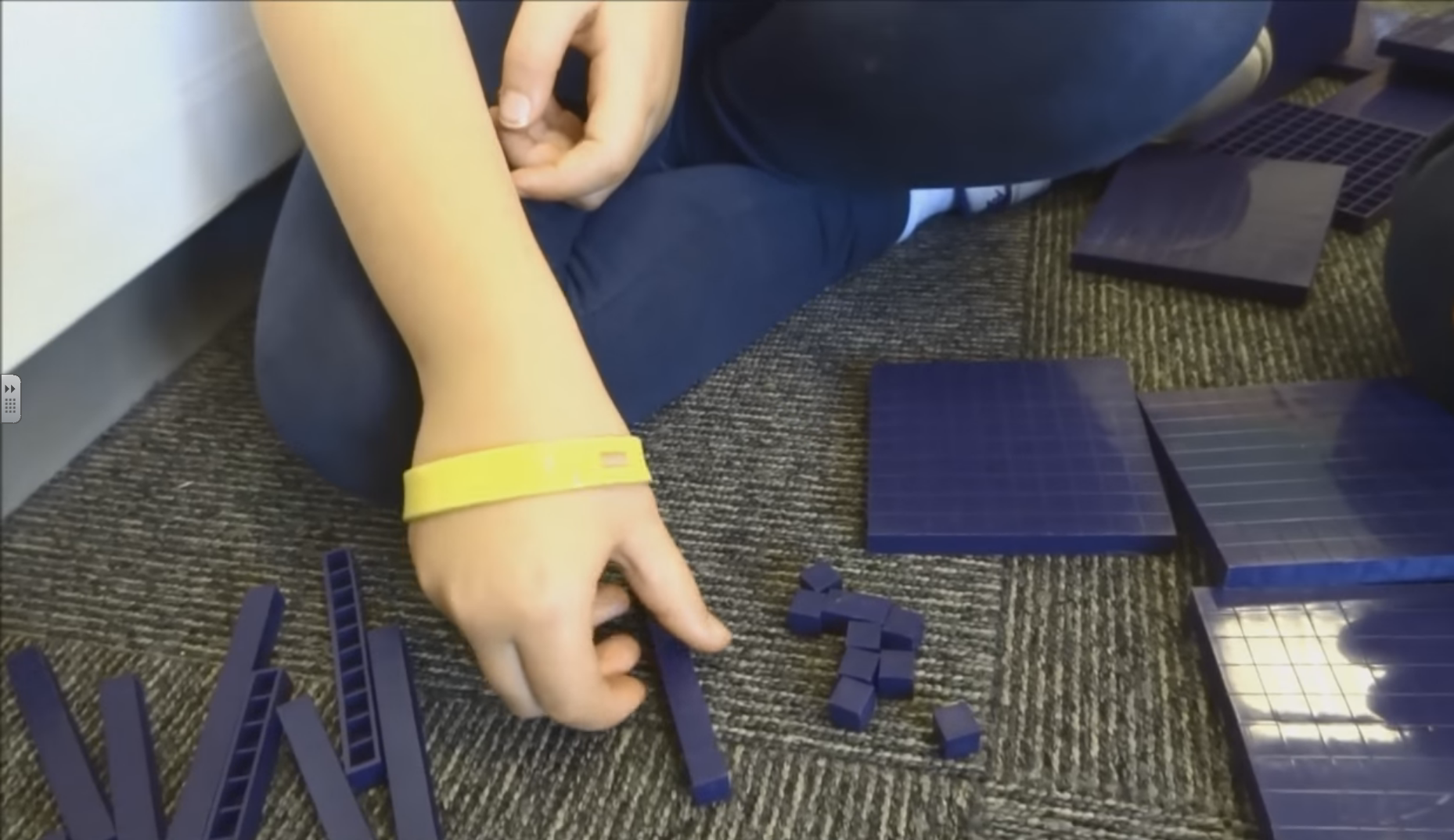
Z・P・ディエネスのマルチベース算術積木。数教協のタイルと同時期に算数教育の現代化を担ったが、その考え方や特徴には相違点がある。

数の10進構造において「タイル」という、可視的であるということと同時に抽象的機能の担い手にもなる教具の導入に新機軸をもたらした。「タイル」は教具として
- 「同値類をつくっている具体物の集合の典型」であり、集合数の抽象化が簡単になる[57]。
- 結集作用による「集合の系列化」で、数系列を簡単に形成できる[58]。

といった特徴があり、Z・P・ディエネスのマルチベース算術積木（Multibase Arithmetic Blocks、M.A.B.）といった類似品に対して優位性を持っているとされる。なお、数教協によるタイルを用いた教科内容も、ディエネスのM.A.B.を用いたものも、どちらも数学教育の「現代化」と言われたが、その実質には概念内容の違いに起因する相違があったという。

### 水道方式
銀林浩の助力を得て遠山が提唱した「水道方式」と呼ばれる計算体系は1959年以来、学校の授業で実践され、驚異的な成果を上げた。その内容は『水道方式による計算体系』（1960年：昭和35年）でまとめられた。また、数教協の小学校教諭・岡田進は水道方式の原理に基づく漢字教育に発展させ、その成果は『これなら楽しくできる漢字の教え方 ― 量と水道方式の発想による ―』（太郎次郎社、1979年：昭和54年）にまとめられている（NCID BN01368199）。

### 一貫カリキュラム
1959年（昭和34年）の第7回大会で、遠山は「認識の微視的発展（児童心理学）」「認識の巨視的発展（科学史・数学史）」「現代数学」を打ち出し、数学・数学教育・数学的認識論の結合による一貫カリキュラムへの展望を確立した。数教協は「量」「集合」「論理」「空間」「図形」を五本柱として構造化・統合を行い、数学教育の系統的なカリキュラムを形成した。

### 反権力
1962年（昭和37年）以降の水道方式ブームで文部省の圧力が高まり、2度の指導要領改訂を経たが、反権威・反権力的姿勢は揺るがなかった。

### 知的障害児童への数学教育
1968年（昭和43年）以降、遠山は八王子養護学校の教師と協力して、知的障害の子どもの数学教育の取り組みと教科教育可能性を実証した。手や指による操作を通して、算数を認識させようとした。

### たのしい数学の提唱と数学ゲームの開発
遠山は1974年から軽井沢の別荘で8月に「数学の苦手な中学生」を集めて数学を教える「遠山塾」（「ひと塾」）を開いた。そこでは数教協の研究成果を用いて、「正の数と負の数」をトランプゲーム「赤と黒」を用いて教えたり、「連立方程式」ではマッチ箱を用いた赤箱と白箱を使った「数当てゲーム」、正多面体では「折り紙」、関数では「滑車を使った実験」を用いて、中学生にたのしく数学を教えることに成功した。数教協ではゲームを開発して、たのしく数学を教えることが有効であることを実証した。

### 数学的問題解決の図式
「数学的問題解決の図式」は銀林浩により整理されたもので、「現実」「数学」「解」「解決」を対応付けたものである。現実を「定式化」により数学に落とし込み、「技法」によって解を導く。解は「解釈」によって解決に至り、現実から解決への「行動」が対応付けられる。銀林の著書『人間行動からみた数学』（明治図書出版、1982年、172−174頁）に図が掲載されている。

## 略年表
- 1951年 - 数教協発足（4月16日）、数教協設立趣旨書草案発表（12月） [45]
- 1952年 - 機関誌『研究と実践』創刊（9月） [45]
- 1953年 - 第1回大会を法政大学で開催 [45]
- 1955年 - 機関誌『数学教室』創刊（2月号、新評論社）[45]
- 1958年 - 遠山啓らによる教科書編集の過程で水道方式が誕生（8月）[45]
- 1960年 - 近畿地区数教協発足（12月）[45]
- 1962年 - 小倉金之助死去（10月21日）意見対立で横地清らが脱退し、数学教育実践研究会が発足[37][45]
- 1963年 - 『研究と実践』復刊1号（2月） [45]
- 1964年 - 東京地区数教協発足（2月）[45]
以後1965年の北海道地区から1973年の沖縄県まで、地区数教協が発足していく[45]（節「組織・活動」も参照）。
- 1972年 - 遠山啓が「楽しい学校・楽しい授業」を提起（8月）[45]
- 1974年 - 英語名AMI決定（2月）[45]
- 1975年 - 第1回全国高校集会（4月）[45]
- 1979年 - 遠山啓死去（9月11日）[45]
- 1980年 - 第1回中学校問題を考える全国集会（3月）[45]
- 1984年 - 数教協パンフ『数学教育の諸原則 ― 数教協の成果 ―』（7カ国語）刊行開始[45]
- 1986年 - 第1回全国小学校集会[45]
- 1993年 - 創立40周年記念『算数・数学なぜなぜ事典』刊行（2月）、『数学教室』が第500号（7月）[45]
- 1999年 - 常任幹事会でホームページ作製を決定（1月14日）[45]
- 2001年 - 創立50周年記念パーティ（2月10日）、第50回大会を沖縄で開催。[45]
- 2010年 - 森毅死去（7月24日）、『数学教室』が第700号に到達（3月）[45]
- 2012年 - 創立60周年記念として『算数・数学つまずき事典』を刊行（8月） [45]
- 2019年 - 『数学教室』4月号・通巻802号から「あけび書房｣発行に[45]
- 2020年 - 銀林浩死去（8月18日）[67]
- 2022年 - 創立70周年記念として『算数・数学わくわく道具箱』を刊行（6月）[68]

## 組織・活動
数学教育協議会（数教協）には、東京の事務局の他に
- 北海道地区（1965年7月発足[45]）
- 東北地区（1966年5月発足[45]）
- 関東地区（1958年11月発足[45]）
- 東京地区（1964年2月発足[45]）
- 北陸地区（1971年1月発足[45]）
- 東海地区（1972年6月発足[45]）
- 近畿地区（1960年12月発足[45]）
- 中国地区（1962年6月発足[45]）
- 四国地区（1962年11月発足[45]）
- 九州地区（1967年5月発足[45]）
- 沖縄地区（1973年4月に県数教協が発足し、1999年8月に地区数教協へ[45]。）

の11地区の数教協があり、それぞれに事務局・事務局長が置かれている。それ以外に全国委員も置かれており、毎年8月に3日間の全国大会が開かれている。また、全国の各地でサークル活動も行われている。

## 出版物

### 機関誌
初期のガリ版刷りの機関誌は『研究と実践』であった。会員数の増加と共に活字出版物の月刊雑誌
- 『数学教室』 NCID AN00125138、ISSN 02873508。

が機関誌となった。創刊は1955年（昭和30年）2月で新評論社が出版した。1956年（昭和31年）の8月号（通巻18号）から国土社に移った。2015年（平成27年）に国土社が民事再生手続きを申し立て一時休刊するが、2016（平成28年）年4月号に復刊（通巻766号）。2019年（平成31年）4月号（通巻802号）から｢あけび書房｣発行に移り現在に至る。

### 書籍
数学教育協議会（数教協）の代表的なテキストとして
- 『わかるさんすう』1 - 6、麥書房[注 7]

が知られており、これは検定用教科書『みんなの算数』が前進と言われる。また、
- 遠山啓、銀林浩 編『わかるさんすうの教え方』1 - 6、むぎ書房、NCID BN07352828（改訂版NCID BN02894197）。

も出版されており、数教協の研究成果の集大成として
- 『わかる算数指導法事典』相原昭ほか編集、銀林浩監修、明治図書出版、1983年、ISBN 4185676026、NCID BN02518923。
- 『わかる数学指導法事典』小沢健一ほか編集、銀林浩監修、明治図書出版、1985年、ISBN 4185694008、NCID BN0077503X。

が挙げられている。
さらに1991年から1998年にかけて、数教協の編集による〈「数学教室」別冊〉シリーズが、国土社から発行された（NCID BN06586211）。
- 『どう変わるか新算数教科書 : 改訂教科書とその活用法』数学教育協議会、銀林浩編、国土社〈「数学教室」別冊 1〉、1991年7月、ISBN 4337478248。
- 『実験数学のすすめ : 課題に取り組む楽しい授業』数学教育協議会、銀林浩編、国土社〈「数学教室」別冊 2〉1993年2月、ISBN 4337478272
- 『折り紙算数・折り紙数学』数学教育協議会、銀林浩編、国土社〈「数学教室」別冊 3〉、1994年4月、ISBN 9784337478282。
- 『電卓なるほど活用術』数学教育協議会、小沢健一編、国土社〈「数学教室」別冊 4〉、1995年5月、ISBN 4337478302
- 『ゲームであそぼう算数・数学』数学教育協議会、小沢健一編、国土社〈「数学教室」別冊 5〉、1996年8月、ISBN 9784337478312。
- 『算数・数学おもちゃ箱 : 作って・さわって・遊ぶ』数学教育協議会、小沢健一編、国土社 1998.3 〈「数学教室」別冊 6〉、1998年3月、ISBN 9784337478350

また、国土社からは、2009年にも数教協と小林道正の編集によって、『活用力アップ!子どもがよろこぶ算数活動』が1年生向けから6年生向けまでの6冊が刊行されている（NCID BA90216350）。さらに、2013年には数教協と伊藤潤一の編集により、
- 『算数チャレンジおもちゃ箱 ― 作ってさわって遊ぶ ―』数学教育協議会、伊藤潤一編、国土社、2013年12月、ISBN 9784337478510、NCID BB14668827。
- 『数学チャレンジおもちゃ箱 ― 作ってさわって遊ぶ ―』数学教育協議会、伊藤潤一編、国土社、2013年12月、ISBN 9784337478527、NCID BB14668612。

も出版された。
一方で、日本評論社からは、
- 『算数・数学なぜなぜ事典』数学教育協議会、銀林浩編、日本評論社、1993年2月、ISBN 4535781974 - 創立40周年記念[45]。
- 『算数・数学なっとく事典』数学教育協議会、銀林浩編、日本評論社、1994年8月、ISBN 4535782105。
- 『家庭の算数・数学百科』数学教育協議会、銀林浩、野崎昭弘、小沢健一編、日本評論社、2005年8月、ISBN 4535785058 - 創立50周年記念[45]。
- 『算数・数学つまずき事典』数学教育協議会、小林道正、野崎昭弘編、日本評論社、2012年8月、ISBN 9784535785656 - 創立60周年記念[45]。
- 『算数・数学わくわく道具箱』数学教育協議会、伊藤潤一編、日本評論社、2022年6月、ISBN 9784535798281 - 創立70周年記念[68]

といった書籍が数教協の共同編集で出版されている。
遠山啓や銀林浩以外の数教協会員の著作として、
- 石原清貴『「算数」を探しに行こう! ― 「式」や「計算」のしくみがわかる五つの物語 ―』新潮社〈新潮文庫 い-60-1〉、2002年7月、ISBN 4101200319[注 9]。
- 岡田進『これなら楽しくできる漢字の教え方 ― 量と水道方式の発想による ―』太郎次郎社、1979年、NCID BN01368199。
- 和田常雄、榊忠男 編『ゲームによる算数・数学の学習』明治図書出版、1977年7月、ISBN 4185261012。
- 和田常雄、榊忠男 編『続 ゲームによる算数・数学の学習』明治図書出版、1981年9月、ISBN 4185311087。

といった著作もある。